# Бретулешть (Галац)
Бретулешть, Бретулешті (рум. Brătulești) — село у повіті Галац в Румунії. Входить до складу комуни Кород.
Село розташоване на відстані 207 км на північний схід від Бухареста, 64 км на північний захід від Галаца, 134 км на південь від Ясс.

## Населення
За даними перепису населення 2002 року у селі проживали 652 особи, усі — румуни. Усі жителі села рідною мовою назвали румунську.